# Rubén Yáñez
Rubén Yáñez (Blanes, 12 de outubro de 1993), é um futebolista espanhol que atua como goleiro. Atualmente, joga pelo Sporting de Gijón.

## Títulos
Real Madrid
- Liga dos Campeões da UEFA: 2015–16, 2016–17
- Supercopa da UEFA: 2016, 2017
- Copa do Mundo de Clubes da FIFA: 2016
- Campeonato Espanhol: 2016–17
- Supercopa da Espanha: 2017